# Џон Вилбенкс
Џон Вилбенкс је службеник у Sage Bionetworks и виши сарадник у Ewing Marion Kauffman Foundation.

## Образовање и Каријера
Џон Вилбенкс је одрастао у Ноксвилу, Тенеси. Похађао је Универзитет у Тулану. Од 1994. до 1997. радио је у Вашингтону као законодавни помоћник конгренсмена Фортнија „Пита“ Старка. Он је оригинални аутор Пантонових принципа за дељење података.

## Пристанак на истраживање
Пристанак на истраживање је пројекат који омогућује људима да донирају своје здравствене податке у циљу истраживања и напретка медицине. Обзиром да су медицински подаци ограничени и скупи, овај пројекат омогућује људима да бесплатно донирају информације које пацијентима и медицини могу само да користе. Покренуо је пројекат 2011.